# Дийн Форестър
Дийн Форестър (на английски: Dean Forester), изобразен от актьора Джаред Падалеки, е един от основните герои в първите пет сезона от сериала „Момичетата Гилмор“.
В пилотния епизод той е представен като новото момче в града, след като родителите му се местят от Чикаго в Старс Холоу, и веднага се увлича по срамежливата и интелигентна Рори Гилмор (Алексис Бледел). Момичето за кратко е объркано от новопоявилите се у нея чувства, но в края на краищата Дийн става първото ѝ сериозно гадже. Когато Дийн признава, че е влюбен в нея, Рори изглежда неспособна да отговори на тези чувства и двамата се разделят, докато момичето не събира куража да признае пред себе си и пред Дийн, че тя също го обича.
Следващото изпитание пред връзката им е неодобрението на Ричард, който смята, че внучката му трябва да се събере с момче от висшите слоеве на обществото. Дядото на Рори не променя мнението си за Дийн, но решава да не се меси в отношенията им. Тогава в града пристига племенника на Люк – Джес (Майло Вентимиля), който крие зад фасадата на лошо момче страстно увлечение към книгите, и привлича вниманието на Рори. Отношението между двамата лавира дълго между любовта и омразата, докато Дийн не се вижда принуден да скъса с Рори, осъзнавайки, че приятелката му не го обича вече. За да превъзмогне раздялата, Дийн се впуска в прибързан брак с новото си гадже, Линдзи Листър (Ариел Кебъл), въпреки че още е влюбен в Рори. От своя страна момичето тъкмо започва новия си живот в Йейл и постепенно осъзнава, че раздялата и с Дийн е била грешка. Неспособни да прикриват чувствата си, те започват афера, която слага край на брака на Дийн, и след развода продължават да се срещат известно време въпреки неодобрението на околните.
Нещата се влошават от факта, че двамата са се отправили в коренно различни посоки – Рори трудно намира време за Старс Холоу, погълната от университетския живот, докато Дийн работи на три места, за да свърже двата края. Когато Емили и Ричард организират парти, на което да представят Рори на подбрани момчета със синя кръв и добри бизнес перспективи, момичето дотолкова се увлича, че забравя за Дийн, който я чака отвън. Тази вечер двамата се разделят окончателно, осъзнавайки, че принадлежат на две различни общества. Въпреки първоначалната идея на сценаристите да съберат Рори и Дийн отново на финала на сериала, Джаред не се появява повече в „Момичетата Гилмор“.